# Молода гвардія (фільм)
«Молода́ гва́рдія» (рос. «Молодая гвардия») — російський радянський двосерійний художній фільм, знятий Сергієм Герасимовим за однойменним романом Олександра Фадеєва на кіностудії імені Горького у 1948 році. Лідер радянського кінопрокату 1948 року (1 місце: 42.4+36.7 млн глядачів).

## Сюжет
У липні 1942 року Червона армія залишила шахтарське містечко Краснодон (нині Сорокине), його захоплюють німці.
У відповідь на свавілля «нової влади» колишні школярі Краснодону створюють молодіжну підпільну організацію «Молода гвардія» й ведуть проти окупантів таємну війну: розповсюджують листівки, визволяють полонених червоноармійців, підпалюють біржу праці, вивішують червоні прапори у дні радянських свят.
Не всі з учасників доживуть до визволення міста…

## Виконавці та ролі
- Володимир Іванов — Олег Кошовий, комісар «Молодої гвардії»
- Інна Макарова — Любов Шевцова
- Сергій Гурзо — Сергій Тюленін
- Борис Бітюков — Іван Земнухов
- Нонна Мордюкова — Уляна Громова
- Сергій Бондарчук — Андрій Валько
- Гліб Романов — Іван Туркенич, командир «Молодої гвардії»
- Людмила Шагалова — Валерія Борц
- Маргарита Жарова (Іванова) — Клавдія Ковальова
- В'ячеслав Тихонов — Володимир Осьмухін
- Тамара Макарова — Олена Кошова, мати Олега
- Віктор Хохряков — Проценко, секретар обкому
- Олена Ануфрієва — бабуся Віра
- Олександра Панова — Фросина Миронівна, мати Шевцової
- Олександра Денисова — мати Громової
- Володимир Уральський — батько Громової
- Зинаїда Воркуль (Рибалова) — мати Осьмухіних
- Олександра Харитонова — Людмила Осьмухіна
- Олена Гришко — Ніна Іванцова
- Сергій Комаров — лікар
- Олександр Антонов — Гнат Фомін, поліцай
- Георгій Шаповалов — Соліковський, начальник поліції
- Юрій Єгоров — Рейбанд
- Караман Мгеладзе — Жора Арутюнянц
- Анатолій Чемодуров — Сергій Левашов
- Георгій Юматов — Анатолій Попов
- Євген Моргунов — Геннадій Почепцов
- Клара Лучко — тітонька Марина
- Андрій Пунтус — дядько Микола
- Микола Фігуровський — Толя «Гром Гремить»
- Олеся Іванова — Надія Тюленіна, сестра Сергія
- Муза Крепкогорська — Лазаренко
- Тамара Носова — Валентина Філатова
- Віктор Авдюшко — Авдюшко, підпільник
- Григорій Шпігель — Фейнбог, кат
- Василь Бокарєв — Брюкнер
- Олександр Розанов — генерал фон Венцель
- Андрій Файт — полковник абверу
- Євген Тетерін — німецький лейтенант
- Санаєв Всеволод Васильович — комуніст

та інші.